# Gortva (řeka)
Gortva je pravostranným přítokem Rimavy na jihu středního Slovenska. Protéká územím okresu Rimavská Sobota v délce 33 km, je tokem V. řádu.
Gortva pramení v Cerové vrchovině v nadmořské výšce kolem 470 m n. m., přímo na hranicích s Maďarskem, v blízkosti maďarské obce Rónabánya.
Nejprve teče na sever a vytváří státní hranici v délce asi 3 km, pak se stáčí na východ, napájí vodní nádrž Tachty a vtéká mezi obce Tachty a Večelkov do Baštianské kotliny. Zprava přibírá Večelkovský potok a u obce Studená se stáčí na severovýchod, zleva přibírá Čomovský potok a hlavní koryto se rozděluje na dvě ramena, která na krátkém úseku tečou souběžně.
Dále Gortva přibírá levostranný Veľký potok a řeka teče krátce na sever, zprava se odděluje rameno, které teče výrazným obloukem vypnutým na východ a byly na něm vybudovány dvě vodní nádrže - Petrovce a Dubno. Dále protéká přes obec Gemerský Jablonec, stáčí se nejprve na západ, přibírá druhé rameno zprava a u osady Šťavica se opět stáčí na sever a vtéká do Hajnáčské vrchoviny.
Pokračuje přes obec Hajnáčka a stáčí se na severovýchod, vzápětí opět na sever, zleva přibírá Močaristý potok, protéká krajem obce Blhovce, následně přibírá zleva Pásový potok a Čierný potok a mění směr toku na východ. Z levé strany přibírá Ostrý potok a protéká přes Hodejov a vstupuje do Rimavské kotliny.
Tady teče přes obec Gortva, zprava přibírá Potôčik a v území mezi obcemi Jesenské a Širkovce se v nadmořské výšce kolem 179,5 m n. m. vléva do Rimavy.